# Hradec (district de Havlíčkův Brod)
Pour les articles homonymes, voir Hradec.
Hradec (en allemand : Hradetz) est une commune du district de Havlíčkův Brod, dans la région de Vysočina, en République tchèque. Sa population s'élevait à 242 habitants en 2020.

## Géographie
Hradec se trouve à 2 km au nord-est de Ledeč nad Sázavou, à 24 km à l'ouest-nord-ouest de Havlíčkův Brod, à 41 km au nord-ouest de Jihlava et à 74 km au sud-est de Prague.
La commune est limitée par Kozlov au nord, par Prosíčka à l'est, par Pavlov et Ostrov au sud, et par Ledeč nad Sázavou à l'ouest.

## Histoire
La première mention écrite de la localité date de 1550.